# 2007年のナショナルリーグチャンピオンシップシリーズ
2007年の野球において、メジャーリーグベースボール（MLB）のポストシーズンは10月3日に開幕した。ナショナルリーグの第38回リーグチャンピオンシップシリーズ（英語: 38th National League Championship Series、以下「リーグ優勝決定戦」と表記）は、11日から15日にかけて計4試合が開催された。その結果、コロラド・ロッキーズ（西地区）がアリゾナ・ダイヤモンドバックス（同）を4勝0敗で下し、球団創設15年目で初のリーグ優勝およびワールドシリーズ進出を果たした。
両球団がポストシーズンで対戦するのはこれが初めて。この年のレギュラーシーズンでは両球団は18試合対戦し、ロッキーズが10勝8敗と勝ち越していた。今シリーズは、ロッキーズが初戦から負けなしの "スウィープ" でリーグ優勝を決めた。リーグ優勝決定戦が7戦4勝制になった1985年以降、スウィープ勝利は前年アメリカンリーグのデトロイト・タイガース以来、延べ5球団目となる。さらにロッキーズは、この前の地区シリーズも3勝0敗のスウィープで突破している。ポストシーズン開幕戦から7連勝は、1976年のシンシナティ・レッズ以来37年ぶり史上2球団目である。シリーズMVPには、第3戦の初回裏に先制ソロ本塁打を放つなど、4試合で打率.333・2本塁打・4打点・OPS 1.145という成績を残したロッキーズのマット・ホリデイが選出された。しかしロッキーズは、ワールドシリーズではアメリカンリーグ王者ボストン・レッドソックスに0勝4敗で敗れ、初優勝を逃した。

## 試合結果
2007年のナショナルリーグ優勝決定戦は10月11日に開幕し、途中に移動日を挟んで5日間で4試合が行われた。日程・結果は以下の通り。
| 日付                                                      | 試合  | ビジター球団（先攻）           | スコア | ホーム球団（後攻）             | 開催球場             | 開催球場                                 |
| --------------------------------------------------------- | ----- | ------------------------------ | ------ | ------------------------------ | -------------------- | ---------------------------------------- |
| 10月11日（木）                                            | 第1戦 | コロラド・ロッキーズ           | 5－1   | アリゾナ・ダイヤモンドバックス | チェイス・フィールド | チェイス・フィールドクアーズ・フィールド |
| 10月12日（金）                                            | 第2戦 | コロラド・ロッキーズ           | 3－2   | アリゾナ・ダイヤモンドバックス | チェイス・フィールド | チェイス・フィールドクアーズ・フィールド |
| 10月13日（土）                                            |       | 移動日                         | 移動日 | 移動日                         |                      | チェイス・フィールドクアーズ・フィールド |
| 10月14日（日）                                            | 第3戦 | アリゾナ・ダイヤモンドバックス | 1－4   | コロラド・ロッキーズ           | クアーズ・フィールド | チェイス・フィールドクアーズ・フィールド |
| 10月15日（月）                                            | 第4戦 | アリゾナ・ダイヤモンドバックス | 4－6   | コロラド・ロッキーズ           | クアーズ・フィールド | チェイス・フィールドクアーズ・フィールド |
| 優勝：コロラド・ロッキーズ（4勝0敗 / 球団創設15年目で初） |       |                                |        |                                |                      | チェイス・フィールドクアーズ・フィールド |

### 第1戦 10月11日
- チェイス・フィールド（アリゾナ州フェニックス）

|                                | 1 | 2 | 3 | 4 | 5 | 6 | 7 | 8 | 9 | R | H | E |
| ------------------------------ | - | - | - | - | - | - | - | - | - | - | - | - |
| コロラド・ロッキーズ           | 0 | 1 | 3 | 0 | 0 | 0 | 1 | 0 | 0 | 5 | 8 | 0 |
| アリゾナ・ダイヤモンドバックス | 1 | 0 | 0 | 0 | 0 | 0 | 0 | 0 | 0 | 1 | 9 | 1 |

1. 勝利：ジェフ・フランシス（1勝）
2. 敗戦：ブランドン・ウェブ（1敗）
3. 審判
［球審］ティム・マクレランド
［塁審］一塁: マーク・ウェグナー、二塁: ラリー・バノーバー、三塁: トム・ハリオン
［外審］左翼: エンジェル・ヘルナンデス、右翼: ジム・ジョイス
4. 試合開始時刻: 山岳部標準時（UTC-7）午後5時37分  試合時間: 3時間12分  観客: 4万8142人  気温: 93°F（33.9°C）
詳細: MLB.com Gameday / ESPN.com / Baseball-Reference.com / Fangraphs

| コロラド・ロッキーズ | コロラド・ロッキーズ | コロラド・ロッキーズ | コロラド・ロッキーズ | コロラド・ロッキーズ                                                                                              | アリゾナ・ダイヤモンドバックス | アリゾナ・ダイヤモンドバックス | アリゾナ・ダイヤモンドバックス | アリゾナ・ダイヤモンドバックス | アリゾナ・ダイヤモンドバックス                                                                          |
| -------------------- | -------------------- | -------------------- | -------------------- | --- | ------------------------------ | ------------------------------ | ------------------------------ | ------------------------------ | --- |
| 打順                 | 守備                 | 選手                 | 打席                 | J・フランシスY・トレアルバT・ヘルトン松井稼頭央G・アトキンスT・トゥロ · ウィツキーM・ホリデイW・タベラスB・ホープ | 打順                           | 守備                           | 選手                           | 打席                           | B・ウェブC・スナイダーC・ジャクソンA・オヘーダM・レイノルズS・ドリューE・バーンズC・ヤングJ・アップトン |
| 1                    | 中                   | W・タベラス          | 右                   | J・フランシスY・トレアルバT・ヘルトン松井稼頭央G・アトキンスT・トゥロ · ウィツキーM・ホリデイW・タベラスB・ホープ | 1                              | 中                             | C・ヤング                      | 右                             | B・ウェブC・スナイダーC・ジャクソンA・オヘーダM・レイノルズS・ドリューE・バーンズC・ヤングJ・アップトン |
| 2                    | 二                   | 松井稼頭央           | 両                   | J・フランシスY・トレアルバT・ヘルトン松井稼頭央G・アトキンスT・トゥロ · ウィツキーM・ホリデイW・タベラスB・ホープ | 2                              | 遊                             | S・ドリュー                    | 左                             | B・ウェブC・スナイダーC・ジャクソンA・オヘーダM・レイノルズS・ドリューE・バーンズC・ヤングJ・アップトン |
| 3                    | 左                   | M・ホリデイ          | 右                   | J・フランシスY・トレアルバT・ヘルトン松井稼頭央G・アトキンスT・トゥロ · ウィツキーM・ホリデイW・タベラスB・ホープ | 3                              | 左                             | E・バーンズ                    | 右                             | B・ウェブC・スナイダーC・ジャクソンA・オヘーダM・レイノルズS・ドリューE・バーンズC・ヤングJ・アップトン |
| 4                    | 一                   | T・ヘルトン          | 左                   | J・フランシスY・トレアルバT・ヘルトン松井稼頭央G・アトキンスT・トゥロ · ウィツキーM・ホリデイW・タベラスB・ホープ | 4                              | 一                             | C・ジャクソン                  | 右                             | B・ウェブC・スナイダーC・ジャクソンA・オヘーダM・レイノルズS・ドリューE・バーンズC・ヤングJ・アップトン |
| 5                    | 三                   | G・アトキンス        | 右                   | J・フランシスY・トレアルバT・ヘルトン松井稼頭央G・アトキンスT・トゥロ · ウィツキーM・ホリデイW・タベラスB・ホープ | 5                              | 三                             | M・レイノルズ                  | 右                             | B・ウェブC・スナイダーC・ジャクソンA・オヘーダM・レイノルズS・ドリューE・バーンズC・ヤングJ・アップトン |
| 6                    | 右                   | B・ホープ            | 左                   | J・フランシスY・トレアルバT・ヘルトン松井稼頭央G・アトキンスT・トゥロ · ウィツキーM・ホリデイW・タベラスB・ホープ | 6                              | 捕                             | C・スナイダー                  | 右                             | B・ウェブC・スナイダーC・ジャクソンA・オヘーダM・レイノルズS・ドリューE・バーンズC・ヤングJ・アップトン |
| 7                    | 遊                   | T・トゥロウィツキー  | 右                   | J・フランシスY・トレアルバT・ヘルトン松井稼頭央G・アトキンスT・トゥロ · ウィツキーM・ホリデイW・タベラスB・ホープ | 7                              | 右                             | J・アップトン                  | 右                             | B・ウェブC・スナイダーC・ジャクソンA・オヘーダM・レイノルズS・ドリューE・バーンズC・ヤングJ・アップトン |
| 8                    | 捕                   | Y・トレアルバ        | 右                   | J・フランシスY・トレアルバT・ヘルトン松井稼頭央G・アトキンスT・トゥロ · ウィツキーM・ホリデイW・タベラスB・ホープ | 8                              | 二                             | A・オヘーダ                    | 両                             | B・ウェブC・スナイダーC・ジャクソンA・オヘーダM・レイノルズS・ドリューE・バーンズC・ヤングJ・アップトン |
| 9                    | 投                   | J・フランシス        | 左                   | J・フランシスY・トレアルバT・ヘルトン松井稼頭央G・アトキンスT・トゥロ · ウィツキーM・ホリデイW・タベラスB・ホープ | 9                              | 投                             | B・ウェブ                      | 右                             | B・ウェブC・スナイダーC・ジャクソンA・オヘーダM・レイノルズS・ドリューE・バーンズC・ヤングJ・アップトン |
| 先発投手             | 先発投手             | 先発投手             | 投球                 | J・フランシスY・トレアルバT・ヘルトン松井稼頭央G・アトキンスT・トゥロ · ウィツキーM・ホリデイW・タベラスB・ホープ | 先発投手                       | 先発投手                       | 先発投手                       | 投球                           | B・ウェブC・スナイダーC・ジャクソンA・オヘーダM・レイノルズS・ドリューE・バーンズC・ヤングJ・アップトン |
| J・フランシス        | J・フランシス        | J・フランシス        | 左                   | J・フランシスY・トレアルバT・ヘルトン松井稼頭央G・アトキンスT・トゥロ · ウィツキーM・ホリデイW・タベラスB・ホープ | B・ウェブ                      | B・ウェブ                      | B・ウェブ                      | 右                             | B・ウェブC・スナイダーC・ジャクソンA・オヘーダM・レイノルズS・ドリューE・バーンズC・ヤングJ・アップトン |

### 第2戦 10月12日
- チェイス・フィールド（アリゾナ州フェニックス）

|                                | 1 | 2 | 3 | 4 | 5 | 6 | 7 | 8 | 9 | 10 | 11 | R | H | E |
| ------------------------------ | - | - | - | - | - | - | - | - | - | -- | -- | - | - | - |
| コロラド・ロッキーズ           | 0 | 1 | 0 | 0 | 1 | 0 | 0 | 0 | 0 | 0  | 1  | 3 | 7 | 1 |
| アリゾナ・ダイヤモンドバックス | 0 | 0 | 1 | 0 | 0 | 0 | 0 | 0 | 1 | 0  | 0  | 2 | 9 | 1 |

1. 勝利：マニー・コーパス（1勝）
2. セーブ：ライアン・スパイアー（1S）
3. 敗戦：ホセ・バルベルデ（1敗）
4. 審判
［球審］マーク・ウェグナー
［塁審］一塁: ラリー・バノーバー、二塁: トム・ハリオン、三塁: エンジェル・ヘルナンデス
［外審］左翼: ジム・ジョイス、右翼: ティム・マクレランド
5. 試合開始時刻: 山岳部標準時（UTC-7）午後7時19分  試合時間: 4時間26分  観客: 4万8219人  気温: 87°F（30.6°C）
詳細: MLB.com Gameday / ESPN.com / Baseball-Reference.com / Fangraphs

| コロラド・ロッキーズ | コロラド・ロッキーズ | コロラド・ロッキーズ | コロラド・ロッキーズ | コロラド・ロッキーズ                                                                                            | アリゾナ・ダイヤモンドバックス | アリゾナ・ダイヤモンドバックス | アリゾナ・ダイヤモンドバックス | アリゾナ・ダイヤモンドバックス | アリゾナ・ダイヤモンドバックス                                                                        |
| -------------------- | -------------------- | -------------------- | -------------------- | --- | ------------------------------ | ------------------------------ | ------------------------------ | ------------------------------ | --- |
| 打順                 | 守備                 | 選手                 | 打席                 | U・ヒメネスY・トレアルバT・ヘルトン松井稼頭央G・アトキンスT・トゥロ · ウィツキーM・ホリデイW・タベラスB・ホープ | 打順                           | 守備                           | 選手                           | 打席                           | D・デービスC・スナイダーT・クラークA・オヘーダM・レイノルズS・ドリューE・バーンズC・ヤングJ・サラザー |
| 1                    | 中                   | W・タベラス          | 右                   | U・ヒメネスY・トレアルバT・ヘルトン松井稼頭央G・アトキンスT・トゥロ · ウィツキーM・ホリデイW・タベラスB・ホープ | 1                              | 中                             | C・ヤング                      | 右                             | D・デービスC・スナイダーT・クラークA・オヘーダM・レイノルズS・ドリューE・バーンズC・ヤングJ・サラザー |
| 2                    | 二                   | 松井稼頭央           | 両                   | U・ヒメネスY・トレアルバT・ヘルトン松井稼頭央G・アトキンスT・トゥロ · ウィツキーM・ホリデイW・タベラスB・ホープ | 2                              | 遊                             | S・ドリュー                    | 左                             | D・デービスC・スナイダーT・クラークA・オヘーダM・レイノルズS・ドリューE・バーンズC・ヤングJ・サラザー |
| 3                    | 左                   | M・ホリデイ          | 右                   | U・ヒメネスY・トレアルバT・ヘルトン松井稼頭央G・アトキンスT・トゥロ · ウィツキーM・ホリデイW・タベラスB・ホープ | 3                              | 左                             | E・バーンズ                    | 右                             | D・デービスC・スナイダーT・クラークA・オヘーダM・レイノルズS・ドリューE・バーンズC・ヤングJ・サラザー |
| 4                    | 一                   | T・ヘルトン          | 左                   | U・ヒメネスY・トレアルバT・ヘルトン松井稼頭央G・アトキンスT・トゥロ · ウィツキーM・ホリデイW・タベラスB・ホープ | 4                              | 一                             | T・クラーク                    | 両                             | D・デービスC・スナイダーT・クラークA・オヘーダM・レイノルズS・ドリューE・バーンズC・ヤングJ・サラザー |
| 5                    | 三                   | G・アトキンス        | 右                   | U・ヒメネスY・トレアルバT・ヘルトン松井稼頭央G・アトキンスT・トゥロ · ウィツキーM・ホリデイW・タベラスB・ホープ | 5                              | 三                             | M・レイノルズ                  | 右                             | D・デービスC・スナイダーT・クラークA・オヘーダM・レイノルズS・ドリューE・バーンズC・ヤングJ・サラザー |
| 6                    | 遊                   | T・トゥロウィツキー  | 右                   | U・ヒメネスY・トレアルバT・ヘルトン松井稼頭央G・アトキンスT・トゥロ · ウィツキーM・ホリデイW・タベラスB・ホープ | 6                              | 右                             | J・サラザー                    | 左                             | D・デービスC・スナイダーT・クラークA・オヘーダM・レイノルズS・ドリューE・バーンズC・ヤングJ・サラザー |
| 7                    | 右                   | B・ホープ            | 左                   | U・ヒメネスY・トレアルバT・ヘルトン松井稼頭央G・アトキンスT・トゥロ · ウィツキーM・ホリデイW・タベラスB・ホープ | 7                              | 捕                             | C・スナイダー                  | 右                             | D・デービスC・スナイダーT・クラークA・オヘーダM・レイノルズS・ドリューE・バーンズC・ヤングJ・サラザー |
| 8                    | 捕                   | Y・トレアルバ        | 右                   | U・ヒメネスY・トレアルバT・ヘルトン松井稼頭央G・アトキンスT・トゥロ · ウィツキーM・ホリデイW・タベラスB・ホープ | 8                              | 二                             | A・オヘーダ                    | 両                             | D・デービスC・スナイダーT・クラークA・オヘーダM・レイノルズS・ドリューE・バーンズC・ヤングJ・サラザー |
| 9                    | 投                   | U・ヒメネス          | 右                   | U・ヒメネスY・トレアルバT・ヘルトン松井稼頭央G・アトキンスT・トゥロ · ウィツキーM・ホリデイW・タベラスB・ホープ | 9                              | 投                             | D・デービス                    | 右                             | D・デービスC・スナイダーT・クラークA・オヘーダM・レイノルズS・ドリューE・バーンズC・ヤングJ・サラザー |
| 先発投手             | 先発投手             | 先発投手             | 投球                 | U・ヒメネスY・トレアルバT・ヘルトン松井稼頭央G・アトキンスT・トゥロ · ウィツキーM・ホリデイW・タベラスB・ホープ | 先発投手                       | 先発投手                       | 先発投手                       | 投球                           | D・デービスC・スナイダーT・クラークA・オヘーダM・レイノルズS・ドリューE・バーンズC・ヤングJ・サラザー |
| U・ヒメネス          | U・ヒメネス          | U・ヒメネス          | 右                   | U・ヒメネスY・トレアルバT・ヘルトン松井稼頭央G・アトキンスT・トゥロ · ウィツキーM・ホリデイW・タベラスB・ホープ | D・デービス                    | D・デービス                    | D・デービス                    | 左                             | D・デービスC・スナイダーT・クラークA・オヘーダM・レイノルズS・ドリューE・バーンズC・ヤングJ・サラザー |

### 第3戦 10月14日
- クアーズ・フィールド（コロラド州デンバー）

|                                | 1 | 2 | 3 | 4 | 5 | 6 | 7 | 8 | 9 | R | H | E |
| ------------------------------ | - | - | - | - | - | - | - | - | - | - | - | - |
| アリゾナ・ダイヤモンドバックス | 0 | 0 | 0 | 1 | 0 | 0 | 0 | 0 | 0 | 1 | 8 | 0 |
| コロラド・ロッキーズ           | 1 | 0 | 0 | 0 | 0 | 3 | 0 | 0 | X | 4 | 9 | 0 |

1. 勝利：ジョシュ・フォッグ（1勝）
2. セーブ：マニー・コーパス（1勝1S）
3. 敗戦：リバン・ヘルナンデス（1敗）
4. 本塁打
ARI：マーク・レイノルズ1号ソロ
COL：マット・ホリデイ1号ソロ、ヨービット・トレアルバ1号3ラン
5. 審判
［球審］ラリー・バノーバー
［塁審］一塁: トム・ハリオン、二塁: エンジェル・ヘルナンデス、三塁: ジム・ジョイス
［外審］左翼: ティム・マクレランド、右翼: マーク・ウェグナー
6. 試合開始時刻: 山岳部夏時間（UTC-6）午後6時37分  試合時間: 3時間4分  観客: 5万137人  気温: 43°F（6.1°C）
詳細: MLB.com Gameday / ESPN.com / Baseball-Reference.com / Fangraphs

| アリゾナ・ダイヤモンドバックス | アリゾナ・ダイヤモンドバックス | アリゾナ・ダイヤモンドバックス | アリゾナ・ダイヤモンドバックス | アリゾナ・ダイヤモンドバックス                                                                          | コロラド・ロッキーズ | コロラド・ロッキーズ | コロラド・ロッキーズ | コロラド・ロッキーズ | コロラド・ロッキーズ                                                                                            |
| ------------------------------ | ------------------------------ | ------------------------------ | ------------------------------ | --- | -------------------- | -------------------- | -------------------- | -------------------- | --- |
| 打順                           | 守備                           | 選手                           | 打席                           | L・ヘルナンデスM・モンテロT・クラークA・オヘーダM・レイノルズS・ドリューE・バーンズC・ヤングJ・サラザー | 打順                 | 守備                 | 選手                 | 打席                 | J・フォッグY・トレアルバT・ヘルトン松井稼頭央G・アトキンスT・トゥロ · ウィツキーM・ホリデイW・タベラスB・ホープ |
| 1                              | 中                             | C・ヤング                      | 右                             | L・ヘルナンデスM・モンテロT・クラークA・オヘーダM・レイノルズS・ドリューE・バーンズC・ヤングJ・サラザー | 1                    | 中                   | W・タベラス          | 右                   | J・フォッグY・トレアルバT・ヘルトン松井稼頭央G・アトキンスT・トゥロ · ウィツキーM・ホリデイW・タベラスB・ホープ |
| 2                              | 遊                             | S・ドリュー                    | 左                             | L・ヘルナンデスM・モンテロT・クラークA・オヘーダM・レイノルズS・ドリューE・バーンズC・ヤングJ・サラザー | 2                    | 二                   | 松井稼頭央           | 両                   | J・フォッグY・トレアルバT・ヘルトン松井稼頭央G・アトキンスT・トゥロ · ウィツキーM・ホリデイW・タベラスB・ホープ |
| 3                              | 左                             | E・バーンズ                    | 右                             | L・ヘルナンデスM・モンテロT・クラークA・オヘーダM・レイノルズS・ドリューE・バーンズC・ヤングJ・サラザー | 3                    | 左                   | M・ホリデイ          | 右                   | J・フォッグY・トレアルバT・ヘルトン松井稼頭央G・アトキンスT・トゥロ · ウィツキーM・ホリデイW・タベラスB・ホープ |
| 4                              | 一                             | T・クラーク                    | 両                             | L・ヘルナンデスM・モンテロT・クラークA・オヘーダM・レイノルズS・ドリューE・バーンズC・ヤングJ・サラザー | 4                    | 一                   | T・ヘルトン          | 左                   | J・フォッグY・トレアルバT・ヘルトン松井稼頭央G・アトキンスT・トゥロ · ウィツキーM・ホリデイW・タベラスB・ホープ |
| 5                              | 三                             | M・レイノルズ                  | 右                             | L・ヘルナンデスM・モンテロT・クラークA・オヘーダM・レイノルズS・ドリューE・バーンズC・ヤングJ・サラザー | 5                    | 三                   | G・アトキンス        | 右                   | J・フォッグY・トレアルバT・ヘルトン松井稼頭央G・アトキンスT・トゥロ · ウィツキーM・ホリデイW・タベラスB・ホープ |
| 6                              | 右                             | J・サラザー                    | 左                             | L・ヘルナンデスM・モンテロT・クラークA・オヘーダM・レイノルズS・ドリューE・バーンズC・ヤングJ・サラザー | 6                    | 右                   | B・ホープ            | 左                   | J・フォッグY・トレアルバT・ヘルトン松井稼頭央G・アトキンスT・トゥロ · ウィツキーM・ホリデイW・タベラスB・ホープ |
| 7                              | 捕                             | M・モンテロ                    | 左                             | L・ヘルナンデスM・モンテロT・クラークA・オヘーダM・レイノルズS・ドリューE・バーンズC・ヤングJ・サラザー | 7                    | 遊                   | T・トゥロウィツキー  | 右                   | J・フォッグY・トレアルバT・ヘルトン松井稼頭央G・アトキンスT・トゥロ · ウィツキーM・ホリデイW・タベラスB・ホープ |
| 8                              | 二                             | A・オヘーダ                    | 両                             | L・ヘルナンデスM・モンテロT・クラークA・オヘーダM・レイノルズS・ドリューE・バーンズC・ヤングJ・サラザー | 8                    | 捕                   | Y・トレアルバ        | 右                   | J・フォッグY・トレアルバT・ヘルトン松井稼頭央G・アトキンスT・トゥロ · ウィツキーM・ホリデイW・タベラスB・ホープ |
| 9                              | 投                             | L・ヘルナンデス                | 右                             | L・ヘルナンデスM・モンテロT・クラークA・オヘーダM・レイノルズS・ドリューE・バーンズC・ヤングJ・サラザー | 9                    | 投                   | J・フォッグ          | 右                   | J・フォッグY・トレアルバT・ヘルトン松井稼頭央G・アトキンスT・トゥロ · ウィツキーM・ホリデイW・タベラスB・ホープ |
| 先発投手                       | 先発投手                       | 先発投手                       | 投球                           | L・ヘルナンデスM・モンテロT・クラークA・オヘーダM・レイノルズS・ドリューE・バーンズC・ヤングJ・サラザー | 先発投手             | 先発投手             | 先発投手             | 投球                 | J・フォッグY・トレアルバT・ヘルトン松井稼頭央G・アトキンスT・トゥロ · ウィツキーM・ホリデイW・タベラスB・ホープ |
| L・ヘルナンデス                | L・ヘルナンデス                | L・ヘルナンデス                | 右                             | L・ヘルナンデスM・モンテロT・クラークA・オヘーダM・レイノルズS・ドリューE・バーンズC・ヤングJ・サラザー | J・フォッグ          | J・フォッグ          | J・フォッグ          | 右                   | J・フォッグY・トレアルバT・ヘルトン松井稼頭央G・アトキンスT・トゥロ · ウィツキーM・ホリデイW・タベラスB・ホープ |

### 第4戦 10月15日
- クアーズ・フィールド（コロラド州デンバー）

|                                | 1 | 2 | 3 | 4 | 5 | 6 | 7 | 8 | 9 | R | H  | E |
| ------------------------------ | - | - | - | - | - | - | - | - | - | - | -- | - |
| アリゾナ・ダイヤモンドバックス | 0 | 0 | 1 | 0 | 0 | 0 | 0 | 3 | 0 | 4 | 10 | 1 |
| コロラド・ロッキーズ           | 0 | 0 | 0 | 6 | 0 | 0 | 0 | 0 | X | 6 | 6  | 1 |

1. 勝利：マット・ハージェス（1勝）
2. セーブ：マニー・コーパス（1勝2S）
3. 敗戦：マイカ・オーウィングス（1敗）
4. 本塁打
ARI：クリス・スナイダー1号3ラン
COL：マット・ホリデイ2号3ラン
5. 審判
［球審］トム・ハリオン
［塁審］一塁: エンジェル・ヘルナンデス、二塁: ジム・ジョイス、三塁: ティム・マクレランド
［外審］左翼: マーク・ウェグナー、右翼: ラリー・バノーバー
6. 試合開始時刻: 山岳部夏時間（UTC-6）午後8時21分  試合時間: 3時間17分  観客: 5万213人  気温: 55°F（12.8°C）
詳細: MLB.com Gameday / ESPN.com / Baseball-Reference.com / Fangraphs

| アリゾナ・ダイヤモンドバックス | アリゾナ・ダイヤモンドバックス | アリゾナ・ダイヤモンドバックス | アリゾナ・ダイヤモンドバックス | アリゾナ・ダイヤモンドバックス                                                                                  | コロラド・ロッキーズ | コロラド・ロッキーズ | コロラド・ロッキーズ | コロラド・ロッキーズ | コロラド・ロッキーズ                                                                                            |
| ------------------------------ | ------------------------------ | ------------------------------ | ------------------------------ | --- | -------------------- | -------------------- | -------------------- | -------------------- | --- |
| 打順                           | 守備                           | 選手                           | 打席                           | M・オーウィングスC・スナイダーC・ジャクソンJ・シリーロM・レイノルズS・ドリューE・バーンズC・ヤングJ・アップトン | 打順                 | 守備                 | 選手                 | 打席                 | F・モラレスY・トレアルバT・ヘルトン松井稼頭央G・アトキンスT・トゥロ · ウィツキーM・ホリデイW・タベラスB・ホープ |
| 1                              | 中                             | C・ヤング                      | 右                             | M・オーウィングスC・スナイダーC・ジャクソンJ・シリーロM・レイノルズS・ドリューE・バーンズC・ヤングJ・アップトン | 1                    | 中                   | W・タベラス          | 右                   | F・モラレスY・トレアルバT・ヘルトン松井稼頭央G・アトキンスT・トゥロ · ウィツキーM・ホリデイW・タベラスB・ホープ |
| 2                              | 遊                             | S・ドリュー                    | 左                             | M・オーウィングスC・スナイダーC・ジャクソンJ・シリーロM・レイノルズS・ドリューE・バーンズC・ヤングJ・アップトン | 2                    | 二                   | 松井稼頭央           | 両                   | F・モラレスY・トレアルバT・ヘルトン松井稼頭央G・アトキンスT・トゥロ · ウィツキーM・ホリデイW・タベラスB・ホープ |
| 3                              | 左                             | E・バーンズ                    | 右                             | M・オーウィングスC・スナイダーC・ジャクソンJ・シリーロM・レイノルズS・ドリューE・バーンズC・ヤングJ・アップトン | 3                    | 左                   | M・ホリデイ          | 右                   | F・モラレスY・トレアルバT・ヘルトン松井稼頭央G・アトキンスT・トゥロ · ウィツキーM・ホリデイW・タベラスB・ホープ |
| 4                              | 一                             | C・ジャクソン                  | 右                             | M・オーウィングスC・スナイダーC・ジャクソンJ・シリーロM・レイノルズS・ドリューE・バーンズC・ヤングJ・アップトン | 4                    | 一                   | T・ヘルトン          | 左                   | F・モラレスY・トレアルバT・ヘルトン松井稼頭央G・アトキンスT・トゥロ · ウィツキーM・ホリデイW・タベラスB・ホープ |
| 5                              | 三                             | M・レイノルズ                  | 右                             | M・オーウィングスC・スナイダーC・ジャクソンJ・シリーロM・レイノルズS・ドリューE・バーンズC・ヤングJ・アップトン | 5                    | 三                   | G・アトキンス        | 右                   | F・モラレスY・トレアルバT・ヘルトン松井稼頭央G・アトキンスT・トゥロ · ウィツキーM・ホリデイW・タベラスB・ホープ |
| 6                              | 捕                             | C・スナイダー                  | 右                             | M・オーウィングスC・スナイダーC・ジャクソンJ・シリーロM・レイノルズS・ドリューE・バーンズC・ヤングJ・アップトン | 6                    | 右                   | B・ホープ            | 左                   | F・モラレスY・トレアルバT・ヘルトン松井稼頭央G・アトキンスT・トゥロ · ウィツキーM・ホリデイW・タベラスB・ホープ |
| 7                              | 右                             | J・アップトン                  | 右                             | M・オーウィングスC・スナイダーC・ジャクソンJ・シリーロM・レイノルズS・ドリューE・バーンズC・ヤングJ・アップトン | 7                    | 遊                   | T・トゥロウィツキー  | 右                   | F・モラレスY・トレアルバT・ヘルトン松井稼頭央G・アトキンスT・トゥロ · ウィツキーM・ホリデイW・タベラスB・ホープ |
| 8                              | 二                             | J・シリーロ                    | 右                             | M・オーウィングスC・スナイダーC・ジャクソンJ・シリーロM・レイノルズS・ドリューE・バーンズC・ヤングJ・アップトン | 8                    | 捕                   | Y・トレアルバ        | 右                   | F・モラレスY・トレアルバT・ヘルトン松井稼頭央G・アトキンスT・トゥロ · ウィツキーM・ホリデイW・タベラスB・ホープ |
| 9                              | 投                             | M・オーウィングス              | 右                             | M・オーウィングスC・スナイダーC・ジャクソンJ・シリーロM・レイノルズS・ドリューE・バーンズC・ヤングJ・アップトン | 9                    | 投                   | F・モラレス          | 左                   | F・モラレスY・トレアルバT・ヘルトン松井稼頭央G・アトキンスT・トゥロ · ウィツキーM・ホリデイW・タベラスB・ホープ |
| 先発投手                       | 先発投手                       | 先発投手                       | 投球                           | M・オーウィングスC・スナイダーC・ジャクソンJ・シリーロM・レイノルズS・ドリューE・バーンズC・ヤングJ・アップトン | 先発投手             | 先発投手             | 先発投手             | 投球                 | F・モラレスY・トレアルバT・ヘルトン松井稼頭央G・アトキンスT・トゥロ · ウィツキーM・ホリデイW・タベラスB・ホープ |
| M・オーウィングス              | M・オーウィングス              | M・オーウィングス              | 右                             | M・オーウィングスC・スナイダーC・ジャクソンJ・シリーロM・レイノルズS・ドリューE・バーンズC・ヤングJ・アップトン | F・モラレス          | F・モラレス          | F・モラレス          | 左                   | F・モラレスY・トレアルバT・ヘルトン松井稼頭央G・アトキンスT・トゥロ · ウィツキーM・ホリデイW・タベラスB・ホープ |